# Henri Antoine de Clermont
Henri Antoine de Clermont (* 1540; † 1573 bei La Rochelle) war Vicomte de Tallard, Duc de Clermont (1571), dann Duc de Tonnerre (1572).

## Leben
Henri de Clermont war ein Angehöriger des Familie Clermont-Tonnerre. Er war der Sohn von Antoine III. de Clermont (1498–1578) und Françoise de Poitiers, der älteren Schwester der Diane de Poitiers. Er wuchs auf dem Château d’Ancy-le-Franc sowie am Königshof auf. 
Er war Gentilhomme de la chambre du Roi und  Chambellan du Roi. Im Dritten Hugenottenkrieg nahm er 1569 an der erfolgreichen Verteidigung von Poitiers teil. Als Lieutenant-général de province König Karls IX. für das Bourbonnais und die Auvergne ernannte ihn dieser am 1. Mai 1571 zum Herzog von Clermont und Pair de France. Da sein Vater Antoine sich nicht von der Grafschaft Clermont trennen wollte, wurde das Herzogtum im Jahr darauf in Duché de Tonnerre umbenannt. Henri de Clermont starb vor der Registrierung des Titels durch das Parlement nach der Belagerung der hugenottischen Festung La Rochelle im Jahr 1573.

## Familie
Am 17. Mai 1570 hatte er seine Nichte Diane de La Marck geheiratet, die Witwe von Jacques de Clèves, Herzog von Nevers, und Tochter von Robert IV. de La Marck, Herzog von Bouillon und Françoise de Brézé, die wiederum eine Tochter von Diane de Poitiers war. Der Sohn des Paares war Charles-Henri de Clermont-Tonnerre (1571–1640), Comte de Clermont et de Tonnerre.